# Pelomys isseli
Pelomys isseli es una especie de roedor de la familia Muridae.

## Distribución geográfica
Se encuentra sólo en las islas Ssese (Uganda).  

## Hábitat
Su hábitat natural son: tierras de cultivo y jardines rurales.

## Estado de conservación
Se encuentra amenazada de extinción por la pérdida de su hábitat natural.